# Francisco José Fernandes Costa
Francisco José de Meneses Fernandes Costa (Lousã, 12 novembre 1867 – Figueira da Foz, 25 giugno 1925) è stato un politico portoghese.

## Biografia
Francisco Fernandes Costa fu inizialmente membro del Partito Repubblicano Portoghese. In seguito, a causa di vari dissidi all'interno del partito fece parte di altre evoluzioni partitiche come il Partito Repubblicano Evoluzionista, il Partito Liberal Repubblicano e il Partito Repubblicano Nazionalista.
Durante la sua carriera politica, Fernandes Costa ricoprì più volte l'incarico di ministro: dal 1912 al 1913 e nel 1915 fu Ministro della Marina e delle Colonie mentre nel corso del 1921 fu Ministro dell'Agricoltura e Ministro del Commercio. Il 15 gennaio 1920, Fernandes Costa fu nominato Presidente dei Ministri (Primi Ministro) del ventiduesimo governo della Prima repubblica portoghese, ma fu costretto a dimettersi il giorno stesso. Questo episodio è ricordato in Portogallo come il "Governo dos Cinco Minutos" ("il Governo dei cinque minuti").
Dal 1908 al 1911 fu Gran Maestro del Grande Oriente Portoghese, un'Obbedienza dissidente fondata a Coimbra da alcune logge locali, e che dopo dieci anni di esistenza reintegrerà il Grande Oriente Lusitano. Essendo massone, rifiutò qualsiasi decorazione.